# Pelourinho de Marialva
O Pelourinho de Marialva está localizado na freguesia de Marialva, no município de Mêda, distrito da Guarda, Portugal.
Está classificado como Imóvel de Interesse Público desde 1933.